# 独楽を回す少年
『独楽を回す少年』（こまをまわすしょうねん、仏: L'Enfant au toton、英: L'Enfant au toton）は、18世紀フランスの画家ジャン・シメオン・シャルダンが1738年に制作したキャンバス上の油彩画である。同年のサロンに『独楽の回っているのを熱心に見つめる宝石商シャルル・ゴドフロワの息子の肖像』という題名のもとに出品された。パリのルーヴル美術館に所蔵されている。

## 概要
シャルル・ゴドフロワには二人の息子がいたが、本作のモデルとなったのは当時10歳であった下の息子オーギュスト・ガブリエル (1728-1813年) で、後に海軍の主計総監になった人物である。兄のシャルル・テオドーズも若い音楽家としての肖像をシャルダンに描いてもらっている。しかしながら、本作は特定の少年の肖像画というだけでなく、夢中になって遊ぶ子供の普遍的な姿を描いたものでもある。当時、ジャン＝ジャック・ルソーの啓蒙思想により、人生における重要な時期として子供時代が、そして子供と遊びの概念が以前より注目されるようになり、画家もその風潮に合った主題を選んだ。
シャルダンは『羽根つきのラケットを持つ少女』（個人蔵、ウフィツィ美術館）、『カード遊びをする少年』（ウフィツィ美術館）など子供の世界を描くのを好んだが、それらは騒々しさを見せず、一人静かに自分の世界に浸っている子供の無心の姿を描き出している。本作に描かれている少年にしても、周囲のほかのことには関心を示さず、一心に独楽の動きだけを見つめている。「独楽」は本来、シャルダンがほかの作品で描いた「シャボン玉」、「カードの城」などと同様にヴァニタスの寓意であるが、シャルダンが寓意、象徴に執着していたとは考えにくい。

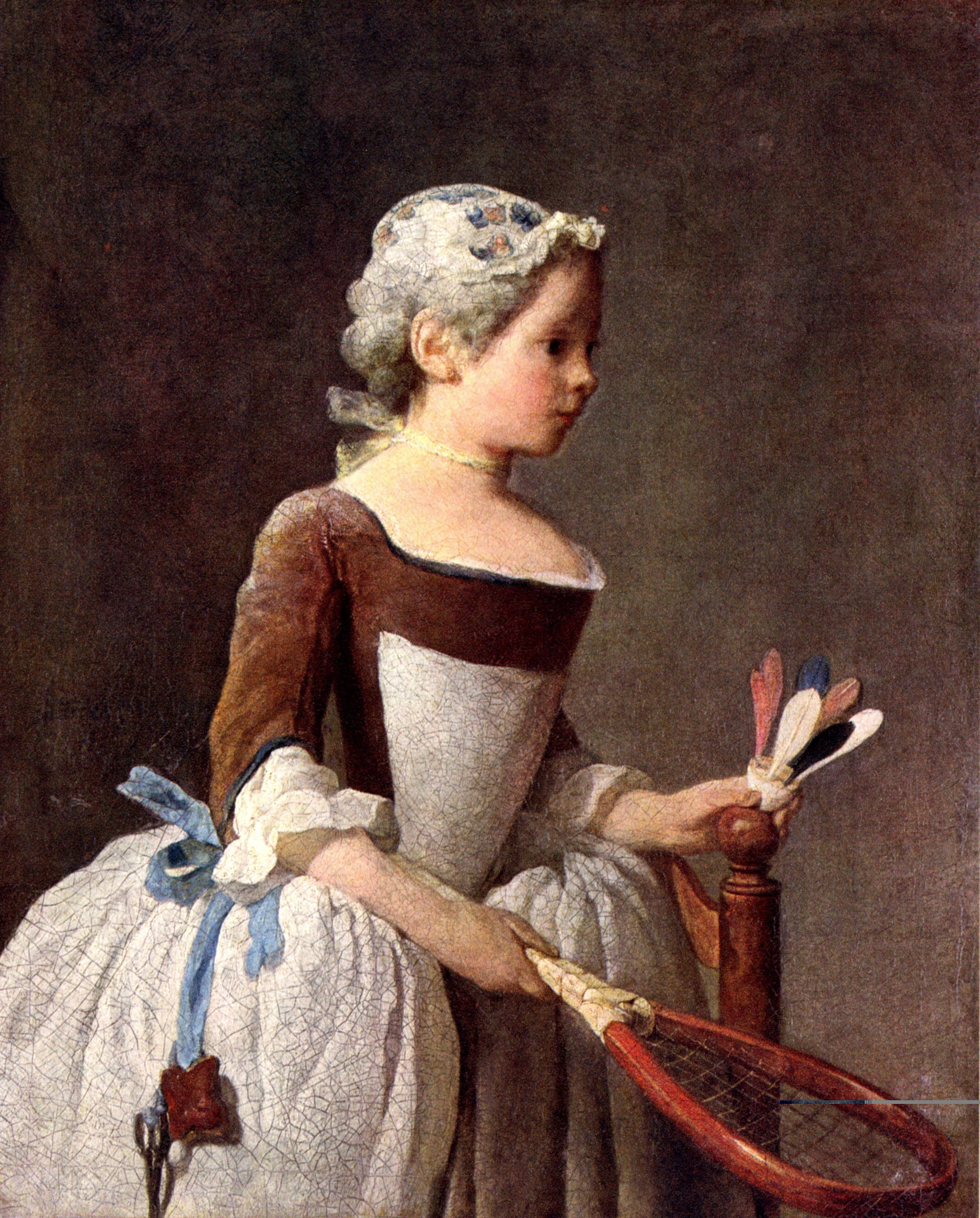
『羽根つきのラケットを持つ少女（羽根を持つ少女)』個人蔵、ウフィツィ美術館

シャルダンの描き方は巧みで、独楽が本当に回っているように見える。この効果を生んでいるのは、独楽の傾きとぼやけた影である。少年は大人のような服を着て、粉をかけた鬘まで被っている。手はかなり大きく描かれ、右手は今にも独楽を掴みそうである。また、この手は何かを書こうとする手つきでもある。ここには教訓的要素がある。テーブルの上には、本、鷲ペンの入っているインク壺、紙などが隅の方に寄せられており、手前の引き出しにはデッサン用のチョークが覗いている。これらは勉強の道具であり、すなわち勉強を忘れて、遊びに熱中する子供が描かれているのである。しかし、画家は教訓性を強調するよりも、子供の世界に共感を覚えているように見える。その世界は大人の視点からとらえられたものではなく、子供の視点からとらえられたものである。